# 田内初義
田内 初義（たうち はつよし、1934年 - 2022年）は、日本の作家、翻訳家、アメリカ文学者。
親族に臨床検査技師として働きながら、カードマジックを趣味にしている田内 技がいる

## 略歴
長崎県壱岐生まれ。佐賀大学英文科に学ぶ。1955年「永遠に放つ」で『文藝』全国学生小説コンクール佳作、1958年「類人猿」で芥川龍之介賞候補。アイオワ州立大学大学院修士課程修了、大東文化大学文学部助教授、2005年定年。妻は書家の田内陽子（1948 - ）。2022年5月1日、老衰のため死去。

## 著書
- 『杉苔の下の蟻』（二見書房） 1972

## 翻訳
- 『愛の迷路』（アイザック・バシェヴィス・シンガー、角川書店、海外純文学シリーズ） 1974、のち角川文庫 1990
- 『約束』（ハイム・ポトク、角川書店、海外純文学シリーズ） 1976
- 『羽の冠』（アイザック・バシェヴィス・シンガー、新書館、海外のロマンシリーズ） 1976
- 『サキ短編集』（サキ、講談社文庫） 1979
- 『愛の旅路』（ドローレス・パーラ、角川文庫） 1983
- 『消えてゆく部屋』（メルヴィン・ディクソン、砦出版） 1993

## 参考
- 芥川賞のすべて・のようなもの
- 『全国大学職員録』1980年
- 「さーくる 源氏物語を読む会　講師は小谷野純一さん、古典文学を忠実に」毎日新聞・埼玉　2004.07.13